# Verwaltungsgemeinschaft Grabfeld
Die Verwaltungsgemeinschaft Grabfeld war ein Zusammenschluss von zehn Gemeinden im Landkreis Schmalkalden-Meiningen in Thüringen, Deutschland. Sie hatte ihren Verwaltungssitz in Rentwertshausen.
Letzter Vorsitzender der Verwaltungsgemeinschaft war Ingo Hein.

## Die Gemeinden
1. Behrungen
2. Berkach
3. Bibra
4. Exdorf
5. Jüchsen
6. Nordheim
7. Queienfeld
8. Rentwertshausen
9. Schwickershausen
10. Wolfmannshausen

## Geschichte
Die Verwaltungsgemeinschaft wurde am 1. März 1991 gegründet und war damit eine der ersten Verwaltungsgemeinschaften in Thüringen. Zum 1. Dezember 2007 wurde die Verwaltungsgemeinschaft in eine Einheitsgemeinde umgewandelt, die den Namen Grabfeld trägt.

## Einwohnerentwicklung
Entwicklung der Einwohnerzahl (31. Dezember):
| - 1995: 6033 - 2000: 5925 - 2005: 5699 |

Datenquelle: Thüringer Landesamt für Statistik